# Méounes-lès-Montrieux
Pour les articles homonymes, voir Montrieux.
Ne doit pas être confondu avec Mounes-Prohencoux.
Méounes-lès-Montrieux [meun lɛ mɔ̃ʁijø] est une commune française située dans le département du Var en région Provence-Alpes-Côte d'Azur.

## Géographie

### Localisation
Méounes est environ à mi-distance de Toulon et de Brignoles et à trente kilomètres des plages hyéroises.

### Géologie et relief
La commune est située, en totalité, dans l'aire du Parc naturel régional de la Sainte-Baume.
Le bassin du Gapeau.
La commune couvre une superficie de 4 092 hectares, pour 1 200 ha de forêt domaniale. Elle se trouve en région forestière « Chaînons calcaires méridionaux ».
Forêt de Morières-Montrieux et les Aiguilles de Valbelle.

### Sismicité
La commune est en zone de sismicité 2 (sismicité faible).

### Hydrographie et les eaux souterraines

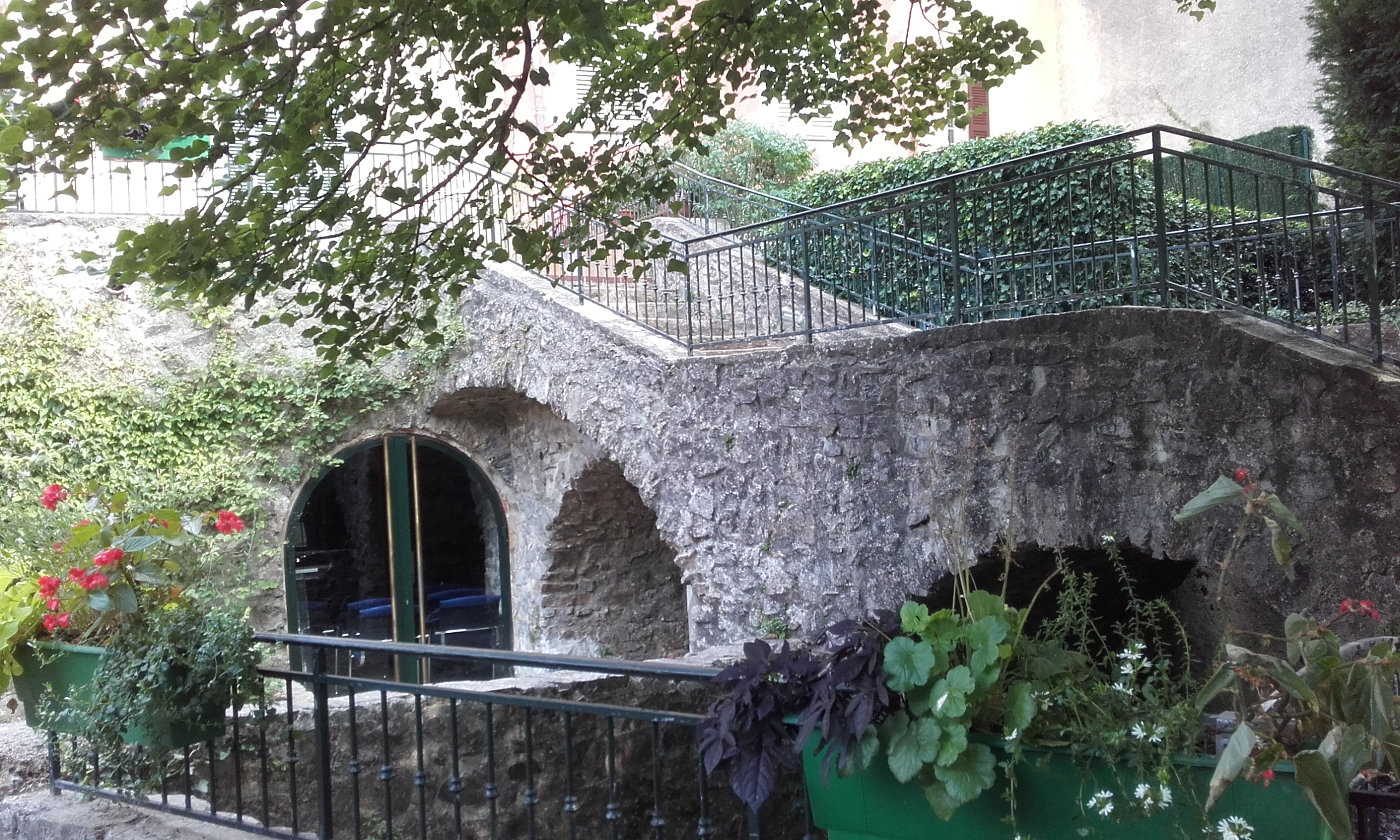
Ruisseau La Lône devant l'hôtel de ville.

Cours d'eau sur la commune ou à son aval :
- fleuve le Gapeau ;
- rivière le Meige Pan ;
- source du Naï[10],[11] ;
- ruisseaux le Naï[12], la Lône[13], de Vigne Fer, de Rénégon, des Fougélys, de Néoules.

### Climat
Pour des articles plus généraux, voir Climat de Provence-Alpes-Côte d'Azur et Climat du Var.
En 2010, le climat de la commune est de type climat méditerranéen franc, selon une étude du Centre national de la recherche scientifique s'appuyant sur une série de données couvrant la période 1971-2000. En 2020, Météo-France publie une typologie des climats de la France métropolitaine dans laquelle la commune est exposée à un climat méditerranéen et est dans la région climatique  Provence, Languedoc-Roussillon, caractérisée par une pluviométrie faible en été, un très bon ensoleillement (2 600 h/an), un été chaud (21,5 °C), un air très sec en été, sec en toutes saisons, des vents forts (fréquence de 40 à 50 % de vents > 5 m/s) et peu de brouillards. 
Pour la période 1971-2000, la température annuelle moyenne est de 13,9 °C, avec une amplitude thermique annuelle de 15,4 °C. Le cumul annuel moyen de précipitations est de 725 mm, avec 6,1 jours de précipitations en janvier et 1,7 jours en juillet. Pour la période 1991-2020, la température moyenne annuelle observée sur la station météorologique de Météo-France la plus proche, « Cuers », sur la commune de Cuers à 9 km à vol d'oiseau, est de 15,5 °C et le cumul annuel moyen de précipitations est de 778,9 mm. 
La température maximale relevée sur cette station est de 41,3 °C, atteinte le 5 août 2017 ; la température minimale est de −9,3 °C, atteinte le 11 février 2012,,. 
Les paramètres climatiques de la commune ont été estimés pour le milieu du siècle (2041-2070) selon différents scénarios d'émission de gaz à effet de serre à partir des nouvelles projections climatiques de référence DRIAS-2020. Ils sont consultables sur un site dédié publié par Météo-France en novembre 2022.

### Voies de communications et transports

#### Voies routières
La départementale D 554, qui est l’axe principal de desserte de la commune, qui relie Méounes-les-Montrieux à Toulon située à 30 km. C’est aussi un axe majeur à l’échelle de la Provence Verte. La départementale D 2, en carrefour avec la D 554 en plein cœur du village, permet de relier la ville de Marseille distante d'à peine 60 km.

#### Transports en commun
- Transport en Provence-Alpes-Côte d'Azur

Commune desservie par le réseau régional de transports en commun Zou ! (ex Varlib). Les collectivités territoriales ont en effet mis en œuvre un « service de transports à la demande » (TAD), réseau régional Zou !.
Divers réseaux de transports desservent la commune du fait de sa position stratégique,.

#### Lignes SNCF
Les gares les plus proches sont à Toulon (TGV Sud-Est), Cuers et Solliès-Pont.

#### Transports aériens
Les aéroports les plus proches sont :
- l'aéroport de Toulon-Hyères ;
- l'aéroport Marseille-Provence ;
- l'aéroport d'affaire du Castellet[26].

#### Ports
- Ports en Provence-Alpes-Côte d'Azur :
  - Rade de Toulon,
  - Port de Marseille.

## Toponymie
Méounes-lès-Montrieux s'écrit  Meonas en occitan selon la norme classique ou Mèuno en provençal selon la norme mistralienne.
Montrieux s'écrit Mount-riéu.

## Histoire
De nombreux vestiges archéologiques ont été découverts sur la commune.
En 1230, Guillaume de Signes  vend la seigneurie de Méounes à Benoît d'Alignan, l’évêque de Marseille qui en acquiert les droits comtaux en 1263. De cette date jusqu’à la Révolution, Méounes appartiendra aux évêques de Marseille, qui en sont les seigneurs temporels.
La mort de la reine Jeanne Ire ouvre une crise de succession à la tête du comté de Provence, les villes de l’Union d'Aix (1382-1387) soutenant Charles de Duras contre Louis Ier d'Anjou.

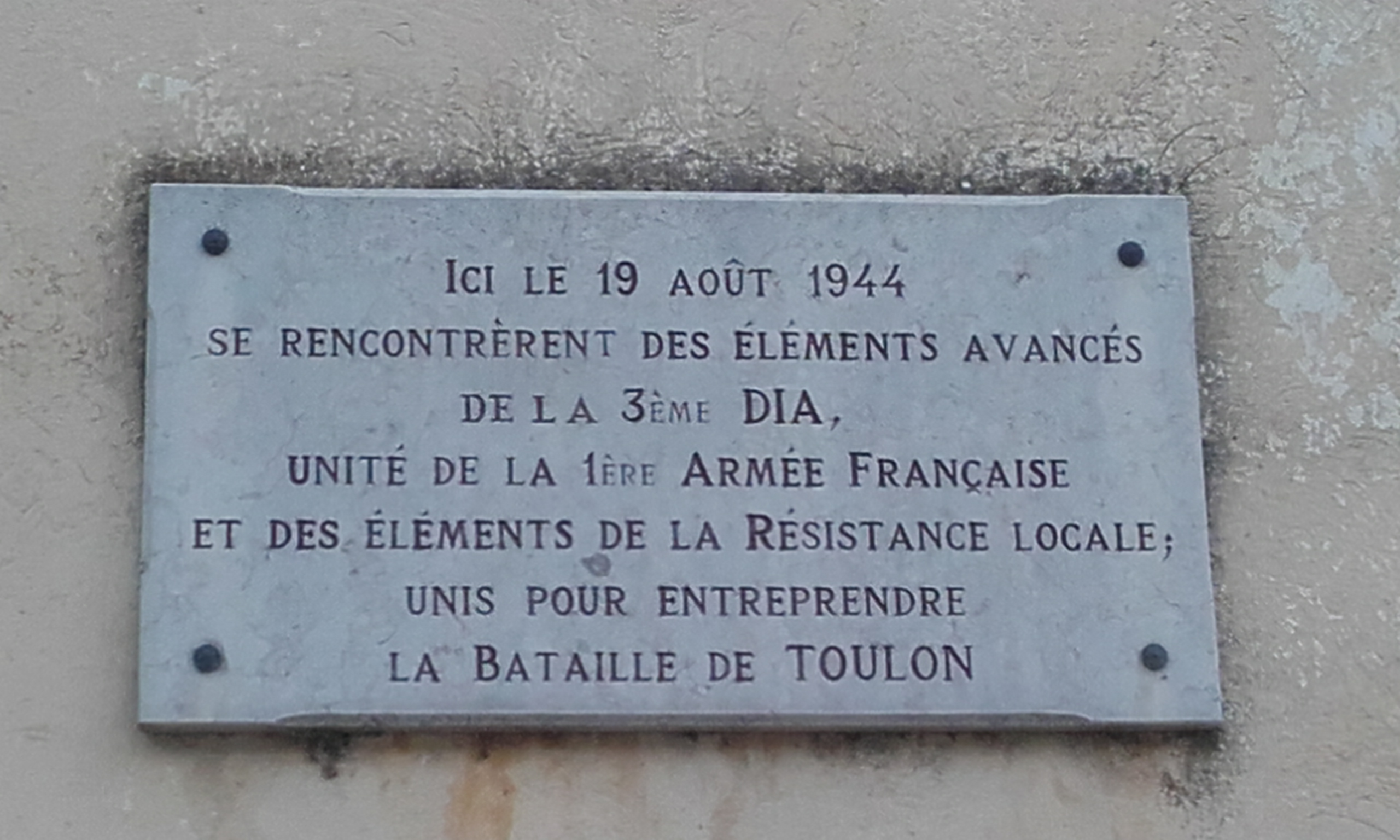
Plaque commémorative 19 août 1944.

La communauté de Méounes avait choisi elle aussi le camp carliste, mais en 1383, le seigneur d’Ollioules et d'Évenos fait la conquête du village, qui se trouve de force dans le camp des Angevins,.
C'est à Méounes que, le 19 août 1944, les éléments avançés de la 3e division d'infanterie algérienne (3e DIA), unité de la 1re armée française et des élèments de la résistance locale, se sont rencontrés pour entreprendre la bataille de Toulon. Une plaque commémorative illustre cet évènement.

## Blasonnement
|  | Les armoiries de Méounes-lès-Montrieux se blasonnent ainsi : D'or à la plante de mauve sur une terrasse isolée de sinople. |

## Politique et administration

### Liste des maires
| Période                                  | Période                    | Identité             | Étiquette     | Qualité |
| ---------------------------------------- | -------------------------- | -------------------- | ------------- | --- |
| Les données manquantes sont à compléter. |                            |                      |               | |
| juin 1921                                | 1944                       | André Charlois       | SFIO puis PRS | Entrepreneur de travaux publics |
| ca. 1968                                 |                            | Louis Fille          | DVD           | Conseiller général du canton de La Roquebrussanne (1957 → 1964)                                                                                         |
| ?                                        | 1984                       | M. Ledoux            |               | |
| 1984                                     | juin 1995                  | Paul Gerfagnon       |               | Médecin |
| juin 1995                                | mars 2008                  | Jean-Claude Cogordan | DVD           | |
| mars 2008                                | mars 2014                  | Jean-François Massué | DVD-UMP       | |
| mars 2014                                | août 2019 (décès)          | Philippe Drouhot     | DVD           | Cadre supérieur |
| août 2019                                | En cours (au 26 juin 2020) | Jean-Martin Guisiano | DVD           | Avocat, ancien bâtonnier 11e vice-président de la CA de la Provence Verte (2020 → ) Conseiller départemental depuis 2021 Réélu pour le mandat 2020-2026 |

### Budget et fiscalité 2020

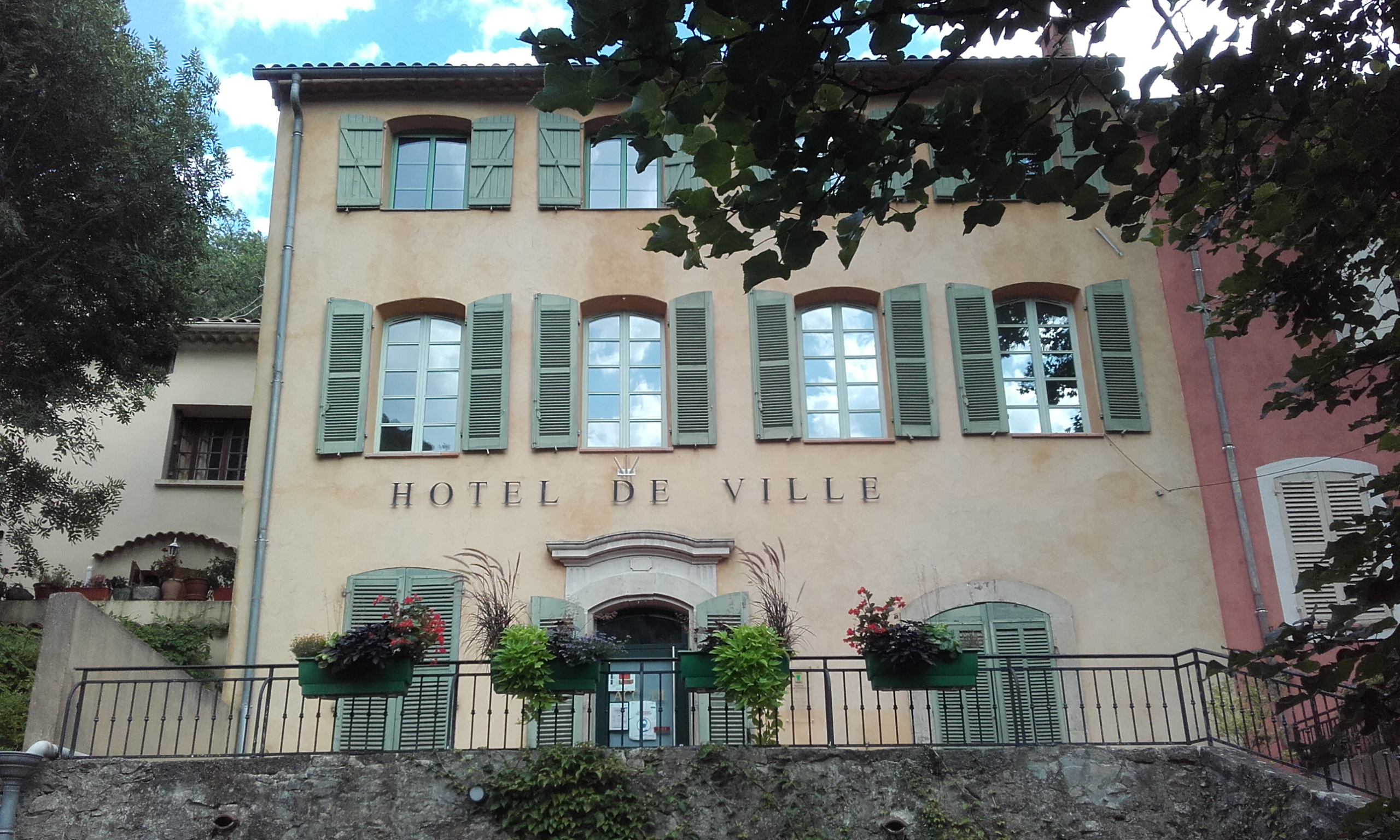
Hôtel de ville.

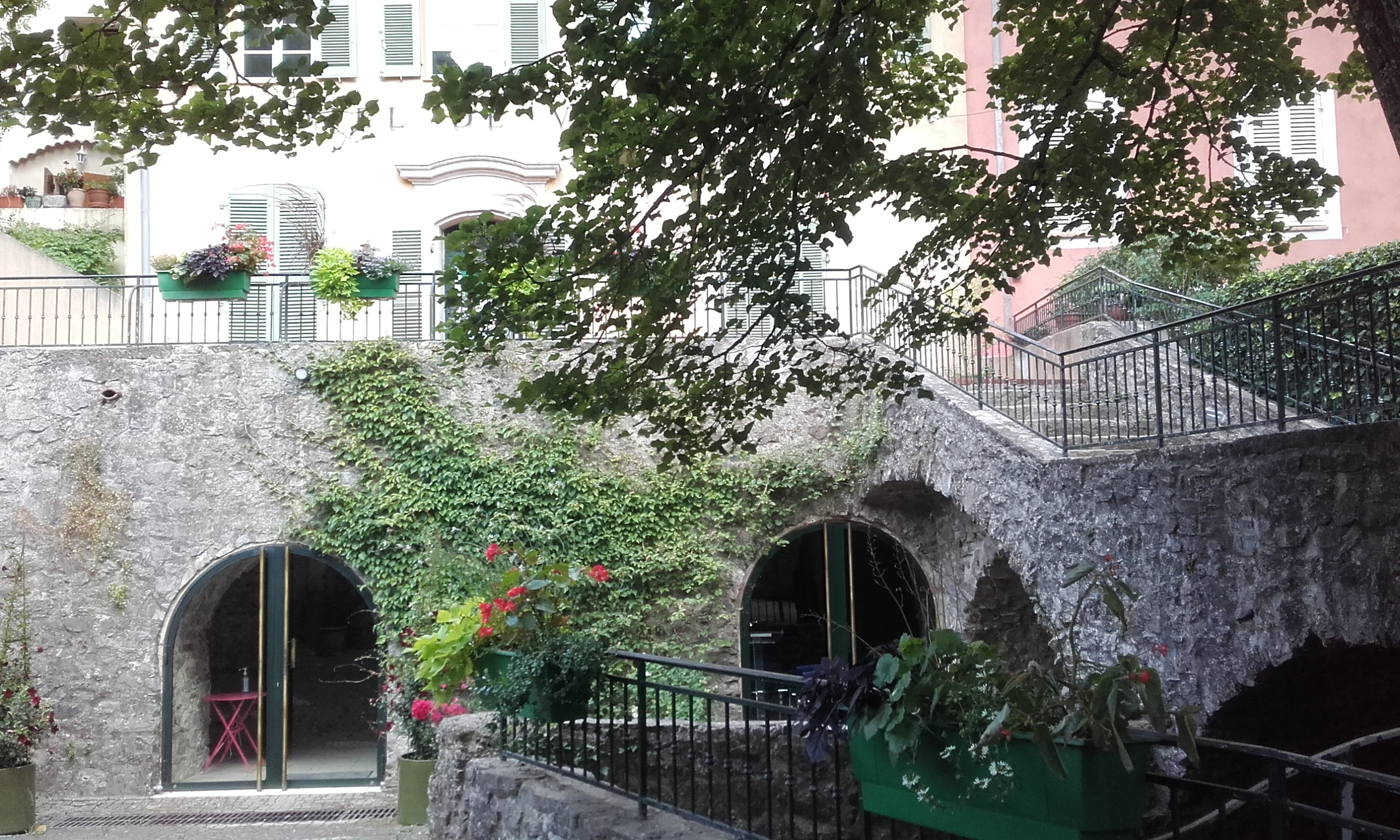
Salle du conseil et des mariages.

En 2020, le budget de la commune était constitué ainsi :
- total des produits de fonctionnement : 2 168 000 €, soit 984 € par habitant ;
- total des charges de fonctionnement : 2 108 000 €, soit 956 € par habitant ;
- total des ressources d’investissement : 346 000 €, soit 157 € par habitant ;
- total des emplois d’investissement : 899 000 €, soit 408 € par habitant.
- endettement : 402 000 €, soit 182 € par habitant.

Avec les taux de fiscalité suivants :
- taxe d’habitation : 12.24 % ;
- taxe foncière sur les propriétés bâties : 18.98 % ;
- taxe foncière sur les propriétés non bâties : 81.87 % ;
- taxe additionnelle à la taxe foncière sur les propriétés non bâties : 0,00 % ;
- cotisation foncière des entreprises : 0,00 %.

Chiffres clés Revenus et pauvreté des ménages en 2018 : médiane en 2018 du revenu disponible, par unité de consommation : 22 330 €.

## Urbanisme

### Typologie
Au 1er janvier 2024, Méounes-lès-Montrieux est catégorisée commune rurale à habitat dispersé, selon la nouvelle grille communale de densité à sept niveaux définie par l'Insee en 2022.
Elle est située hors unité urbaine. Par ailleurs la commune fait partie de l'aire d'attraction de Toulon, dont elle est une commune de la couronne,. Cette aire, qui regroupe 35 communes, est catégorisée dans les aires de 200 000 à moins de 700 000 habitants,.

### Intercommunalité
Méounes-lès-Montrieux est membre de la Communauté d'agglomération de la Provence Verte, regroupant 28 communes du Var.
Par ailleurs la commune fait partie de l'aire d'attraction de Toulon, dont elle est une commune de la couronne. Cette aire, qui regroupe 35 communes, est catégorisée dans les aires de 200 000 à moins de 700 000 habitants,.
Commune intégrée dans le Schéma de cohérence territoriale (SCOT) Provence Verte Verdon approuvé le 21 janvier 2014.
Elle dispose par ailleurs d'un plan local d'urbanisme,.

### Occupation des sols
L'occupation des sols de la commune, telle qu'elle ressort de la base de données européenne d’occupation biophysique des sols Corine Land Cover (CLC), est marquée par l'importance des forêts et milieux semi-naturels (86,5 % en 2018), en diminution par rapport à 1990 (87,7 %). La répartition détaillée en 2018 est la suivante : 
forêts (78,3 %), zones agricoles hétérogènes (9,8 %), milieux à végétation arbustive et/ou herbacée (8,2 %), zones urbanisées (1,9 %), zones industrielles ou commerciales et réseaux de communication (0,9 %), cultures permanentes (0,9 %). L'évolution de l’occupation des sols de la commune et de ses infrastructures peut être observée sur les différentes représentations cartographiques du territoire : la carte de Cassini (XVIIIe siècle), la carte d'état-major (1820-1866) et les cartes ou photos aériennes de l'IGN pour la période actuelle (1950 à aujourd'hui).

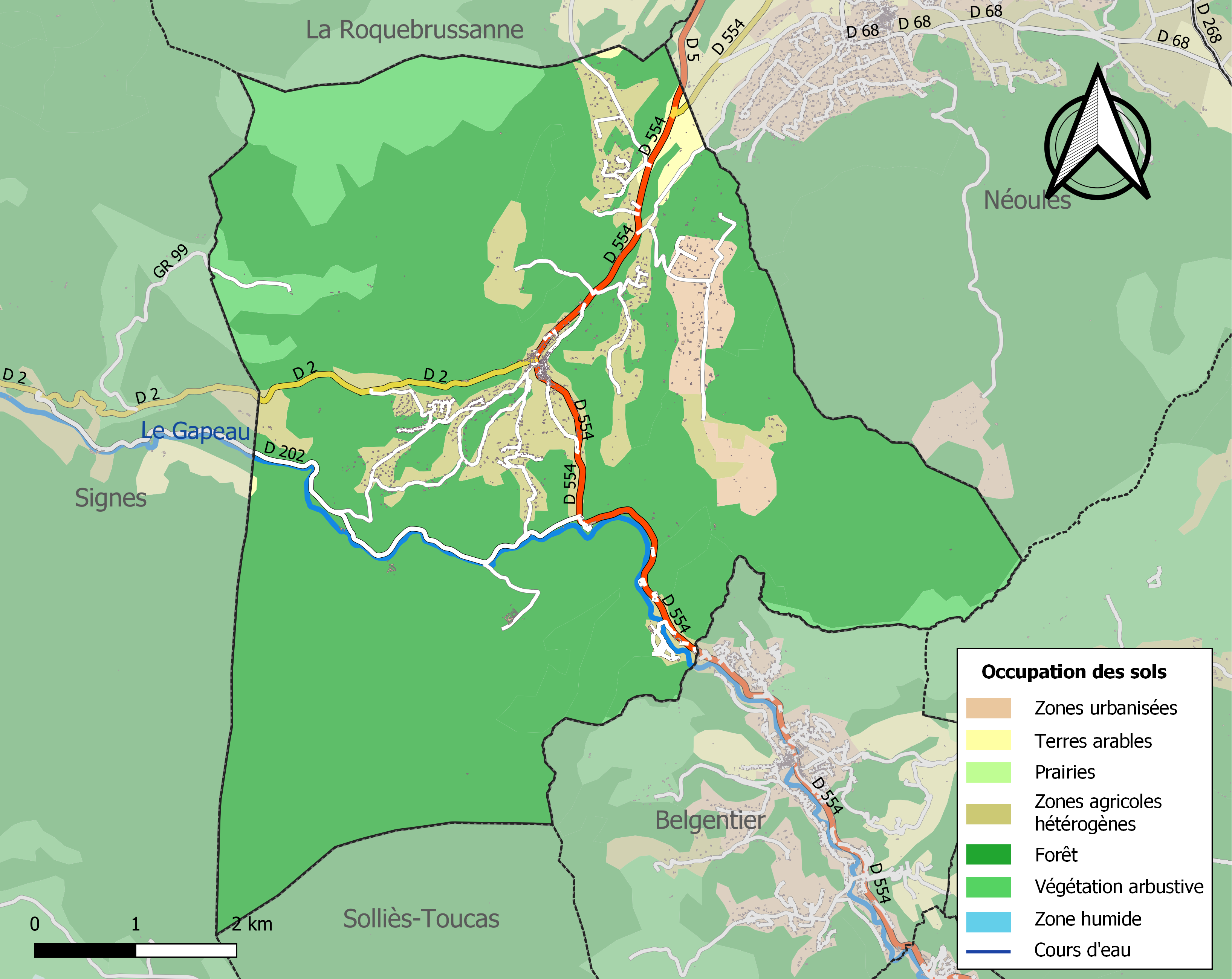
Carte des infrastructures et de l'occupation des sols de la commune en 2018 (CLC).

### Politique environnementale
La commune fait partie du nouveau parc naturel régional de la Sainte-Baume, créé par décret du 20 décembre 2017.
Méounes-lès-Montrieux est membre du Pays de la Provence Verte, intercommunalité de loi Voynet, regroupant 43 communes du Var.
La Zone spéciale de conservation (ZSC) « Mont Caume - Mont Faron - forêt domaniale des Morières » est située sur toute la partie sud-ouest de la commune.

## Économie

### Entreprises et commerces

#### Agriculture
- Le relief très accidenté de la commune est une des raisons aux difficultés d’installation de jeunes exploitants agricoles. L'agriculture est tournée vers la viticulture[51], l’oléiculture et l’élevage[52].
- Ancienne coopérative vinicole de Méounes-les-Montrieux[53].
- Huile d'olive de Provence AOC.
- Apiculture.

#### Tourisme
- La commune dispose de sérieux atouts encourageant l’activité touristique. Outre la qualité des espaces naturels et du cadre paysager, le centre bourg dispose d’un certain charme pittoresque de par ses caractéristiques rurales, historiques et patrimoniales[54].
- Restaurants; « Le Moulin à Paroles », un café dans un ancien moulin à huile du XIIe siècle transformé en restaurant[55].
- Deux camping contribuent à l'accueil des touristes sur la commune : Aux Tonneaux et Le Gavaudan Blue Garden[56].
- Chambres d'hôtes[57],[58].
- Gîtes de France.

#### Commerces
La commune est bien desservie par des commerces de proximité :
- boulangerie ;
- boucherie.

## Population et société

### Démographie

#### Pyramide des âges
L'évolution du nombre d'habitants est connue à travers les recensements de la population effectués dans la commune depuis 1793. Pour les communes de moins de 10 000 habitants, une enquête de recensement portant sur toute la population est réalisée tous les cinq ans, les populations de référence des années intermédiaires étant quant à elles estimées par interpolation ou extrapolation. Pour la commune, le premier recensement exhaustif entrant dans le cadre du nouveau dispositif a été réalisé en 2008.

En 2022, la commune comptait 2 260 habitants, en évolution de +4,39 % par rapport à 2016 (Var : +4,98 %, France hors Mayotte : +2,11 %).
| 1793  | 1800  | 1806  | 1821  | 1831  | 1836  | 1841  | 1846  | 1851  |
| ----- | ----- | ----- | ----- | ----- | ----- | ----- | ----- | ----- |
| 1 140 | 1 033 | 1 073 | 1 239 | 1 180 | 1 162 | 1 186 | 1 116 | 1 149 |

| 1856  | 1861  | 1866  | 1872  | 1876  | 1881 | 1886 | 1891 | 1896 |
| ----- | ----- | ----- | ----- | ----- | ---- | ---- | ---- | ---- |
| 1 073 | 1 056 | 1 020 | 1 073 | 1 023 | 739  | 713  | 640  | 612  |

| 1901 | 1906 | 1911 | 1921 | 1926 | 1931 | 1936 | 1946 | 1954 |
| ---- | ---- | ---- | ---- | ---- | ---- | ---- | ---- | ---- |
| 572  | 577  | 621  | 587  | 551  | 496  | 513  | 457  | 465  |

| 1962 | 1968 | 1975 | 1982 | 1990  | 1999  | 2006  | 2008  | 2013  |
| ---- | ---- | ---- | ---- | ----- | ----- | ----- | ----- | ----- |
| 550  | 585  | 632  | 928  | 1 010 | 1 246 | 1 762 | 1 910 | 2 073 |

| 2018  | 2022  | - | - | - | - | - | - | - |
| ----- | ----- | - | - | - | - | - | - | - |
| 2 202 | 2 260 | - | - | - | - | - | - | - |

### Enseignement
La commune est équipée d’une école maternelle et primaire, l’école Joseph-Ducret. Des services de restauration scolaire et de garderie périscolaire y sont assurés.
En ce qui concerne l’accueil des enfants, la commune propose aussi un centre aéré (A.L.S.H) et dispose d’une micro-crèche associative. Les élèves en âge de se rendre au collège sont dirigés soit vers La Farlède (collège André-Malraux), soit vers Garéoult (collège Guy-de-Maupassant). Le lycée le plus proche se situe à La Garde (lycée du Coudon).

### Santé
La commune dispose d'un cabinet médical, d'infirmiers, de kinésithérapeutes, d'un dentiste et d'une pharmacie. Les autres professionnels de santé les plus proches se trouvent à Brignoles, Garéoult, Rocbaron.
Le centre hospitalier intercommunal Toulon-La Seyne-sur-Mer est à 28 km et le centre hospitalier et services de santé de Hyères à 29 km.

### Cultes
Les lieux de culte catholiques sont à Toulon, La Valette-du-Var, Ollioules, Sollies-Pont.
L'église de Méounes est placée sous le vocable de l'Assomption de la Sainte Vierge, mais le patron est Saint Eutrope, qui fut évêque d'Orange. L'église Saint-Eutrope appartient à la paroisse de Belgentier. La messe a lieu tous les dimanches dans l'église Saint-Eutrope.
Les messes dans la chapelle Sainte-Roseline de la chartreuse de Montrieux sont également accessibles au public,.

### Animations et vie locale

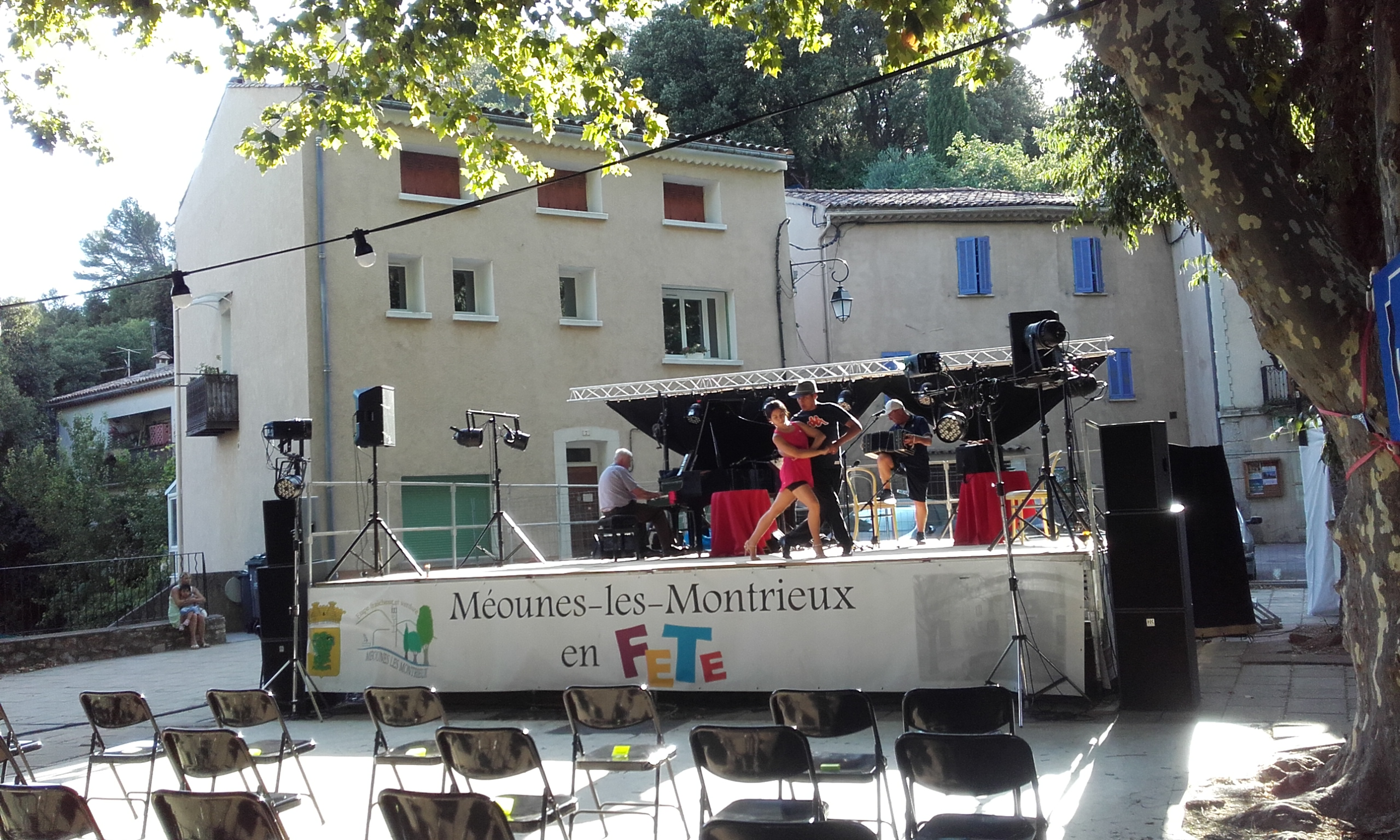
Répétitions pour le spectacle du 30-07-2021.

Trois concerts gratuits sur la place du village, ont été organisés durant l'été 2021, par l'Association Monalisa.
La commune dispose :
- de l'Office communal de la Culture ;
- du Centre social & Culturel Intercommunal Louis Flandin[74] ;
- de la Mission locale Ouest Haut Var, Antenne de Brignoles[75] ;
- des structures du Pays de la Provence Verte[76] ;
- d'un réseau composé de nombreuses associations locales culturelles, sportives, festives et autres[77].

## Lieux et monuments

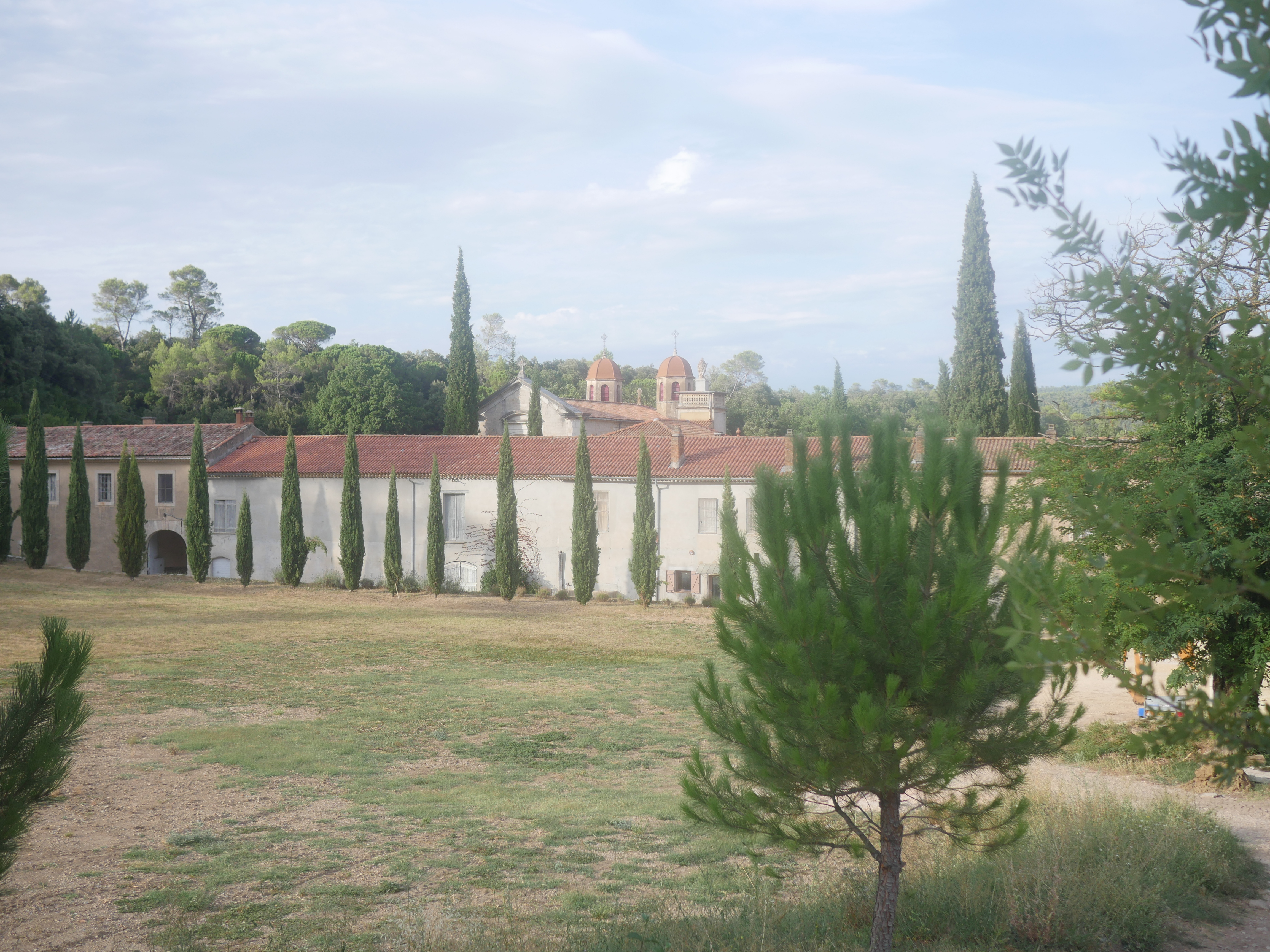
Chartreuse de Montrieux-le-Vieux.
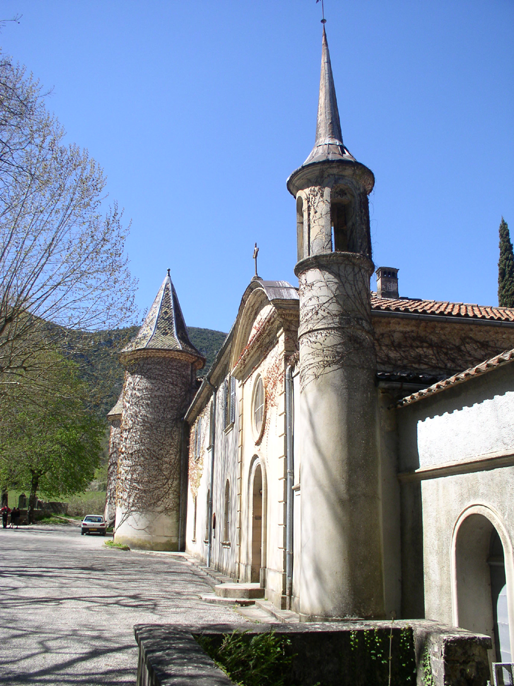
La chartreuse.
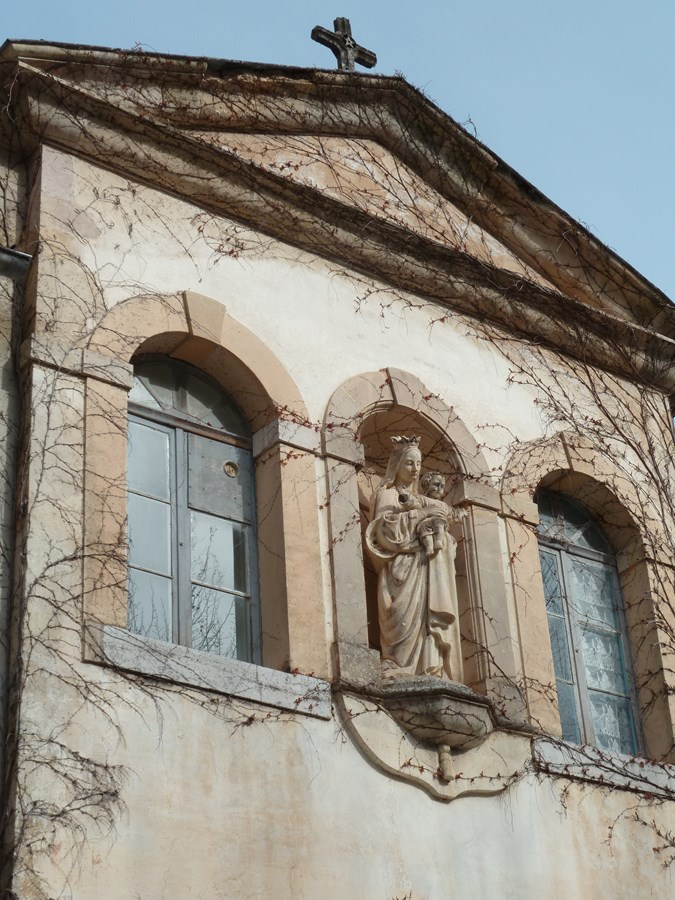
Portail de la chartreuse.
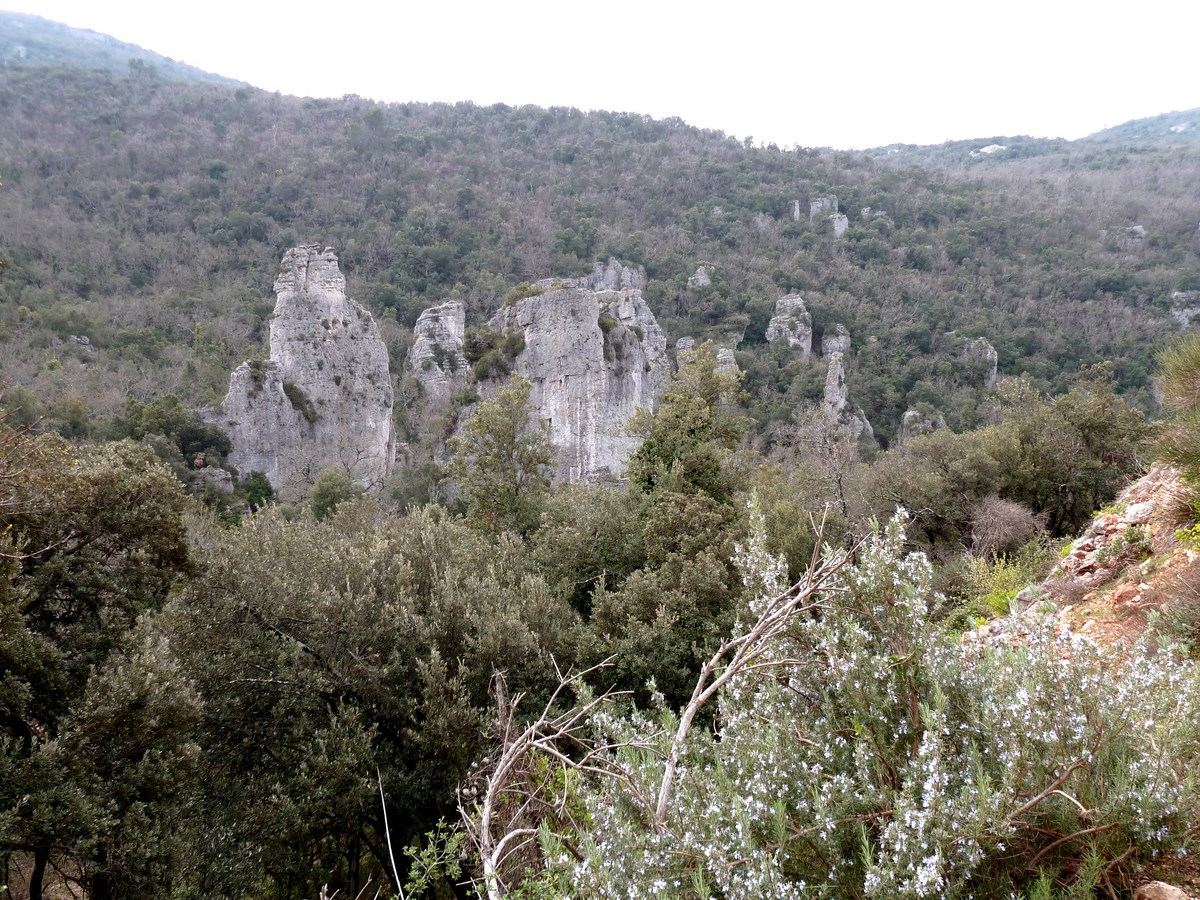
Aiguilles de Valbelle.
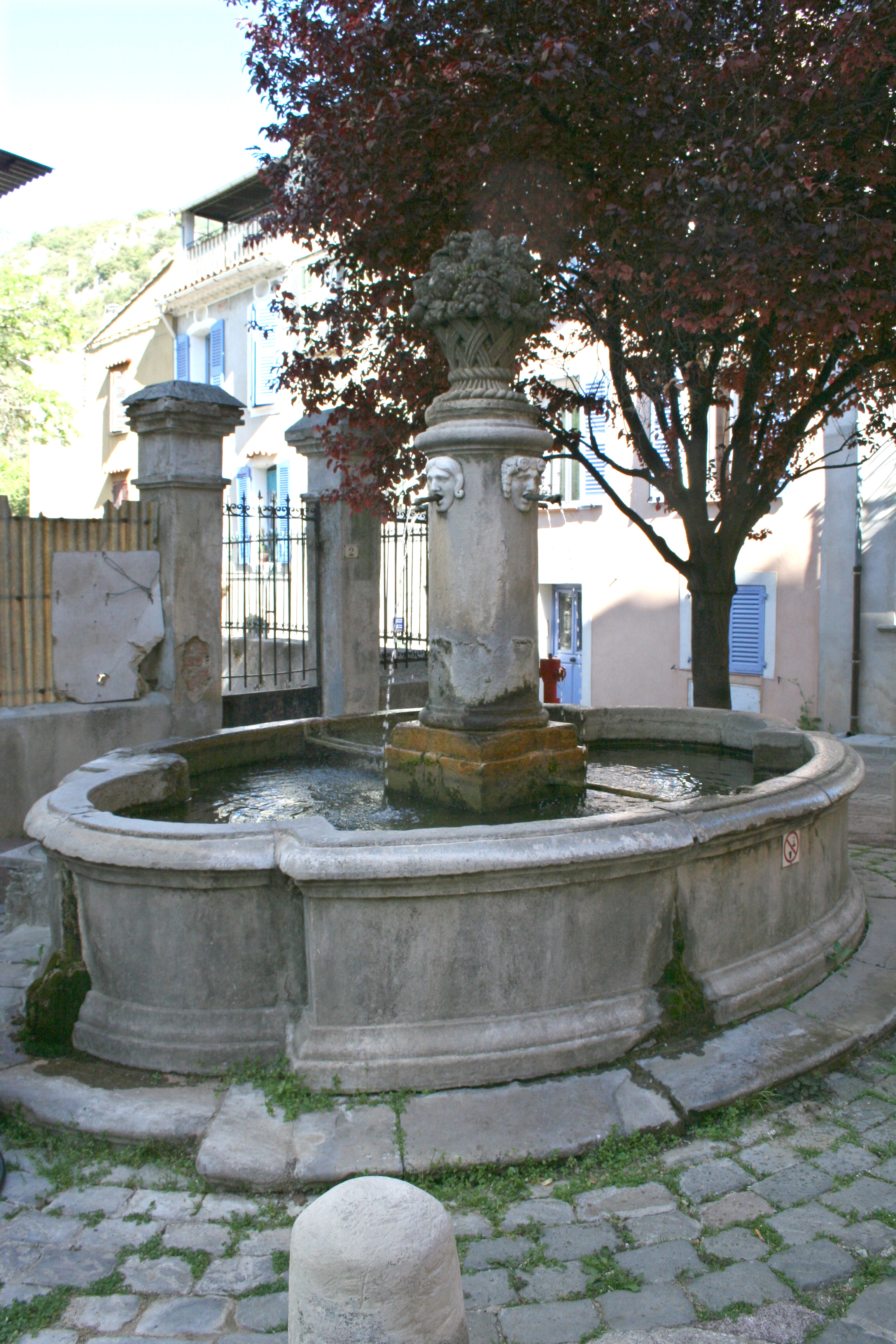
Fontaine.

- Chartreuse de Montrieux.
- Église Saint-Eutrope[78],[79],[80]. Édifice dont la construction a débuté en 1540 et qui sera progressivement agrandi. En 1743 l'église a été solennellement consacrée par l'évêque de Marseille, Henri de Belsunce. Le clocher a été construit en 1615.

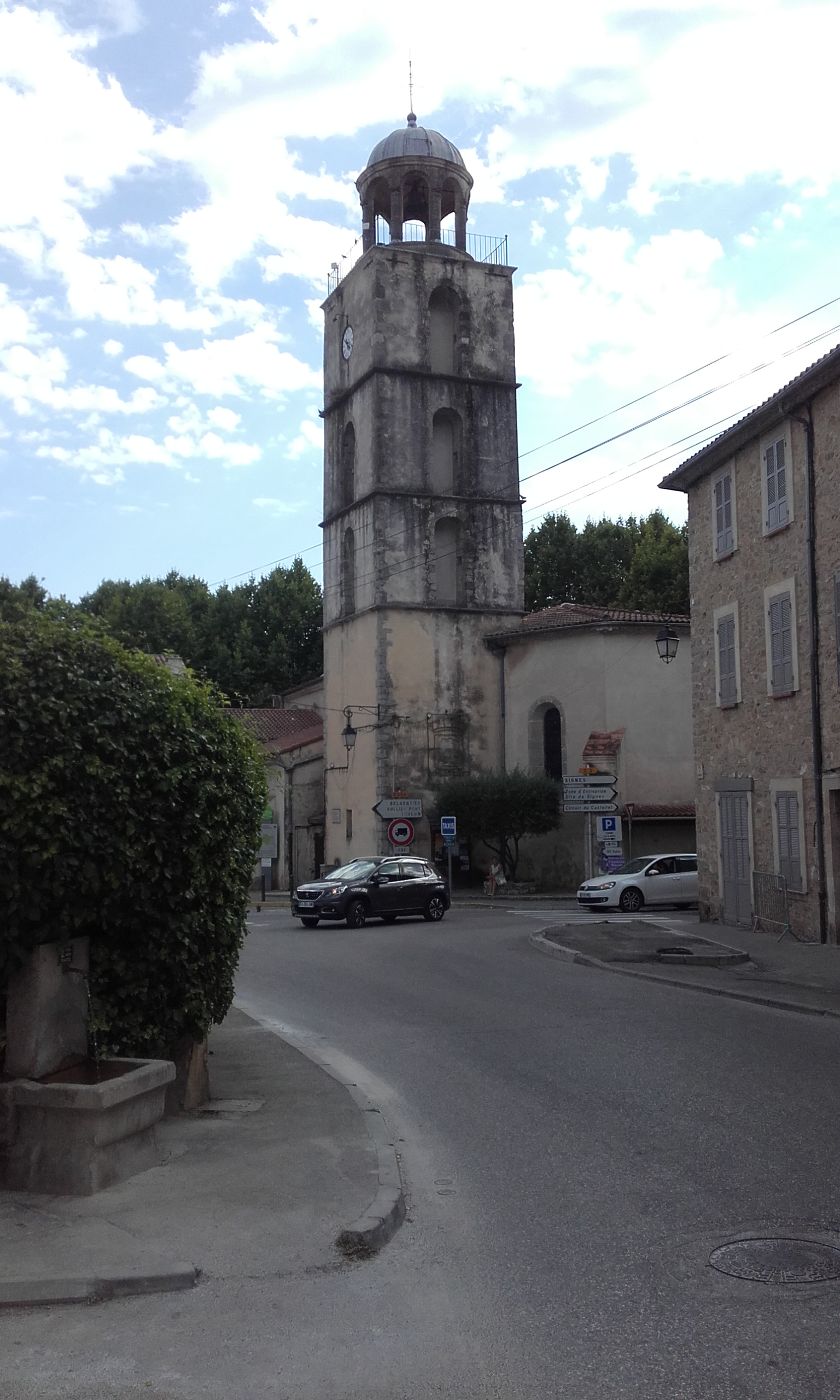
Église Saint Eutrope.

- L’église contient des pierres de réemploi d’un ancien temple gallo-romain.
- Chapelle Saint-Michel, siège de l'association de sauvegarde du patrimoine ASER. Elle fut construite au XVe siècle pour recentrer le lieu de culte au sein du village[106].
- La chapelle Saint Lazare, devenue une habitation privée[107].
- La Statue de la Vierge, réalisée par un moine Chartreux[108].
- Le chemin de croix et le calvaire[109].
- Monument aux morts[110],[111].
- Les onze Fontaines[112].
  - Fontaine inscrite sur l’Inventaire supplémentaire des monuments historiques par arrêté du 16 novembre 1949[113].
  - Les canaux[114].
- Grotte des Rampins, située en site classé le 23 avril 1924[115],[116].
- Maison des 4 têtes[117], construite en 1767, qui fût la maison de l'épouse du sculpteur marseillais Émile Aldebert[118].

## Personnalités liées à la commune
- Gabriel Belot (1882-1962) : poète, peintre et graveur français ;
- Paule-Andrée Maraval, peintre contemporain.
- Augustin du Seuil ou Dussueil, relieur du roi au XVIIIe siècle créateur de la reliure à la Duseuil.
- Jean d'Espagne, religieux[119].
- Le curé de Signes, l'abbé Saghetto et l'instituteur de Méounes, M. Ducray qui ont réalisé des fouilles archéologiques à la Baume Fère à la Roquebrussane[120].
- Deux grands chefs, Davin et Trotobas Louis Berthet, sont à l’origine de la réputation gastronomique de la commune.
- Michel CALLAMAND, écrivain : La Chartreuse de Montrieux, Association des amis de la Chartreuse de Montrieux, 01/07/2013